# Hammámet
Hammámet je město a turistické letovisko v severním Tunisku, asi 60 km jihovýchodně od Tunisu a 60 km severně od Súsy, u stejnojmenného zálivu a na poloostrově Cap Bon. V roce 2014 zde žilo přes 67 000 obyvatel. Se svými dlouhými písčitými plážemi je jedním z prvních a dnes nejnavštěvovanějším turistickým místem v zemi. Díky turistům vzroste každé léto počet obyvatel na čtyřnásobek.

## Historie

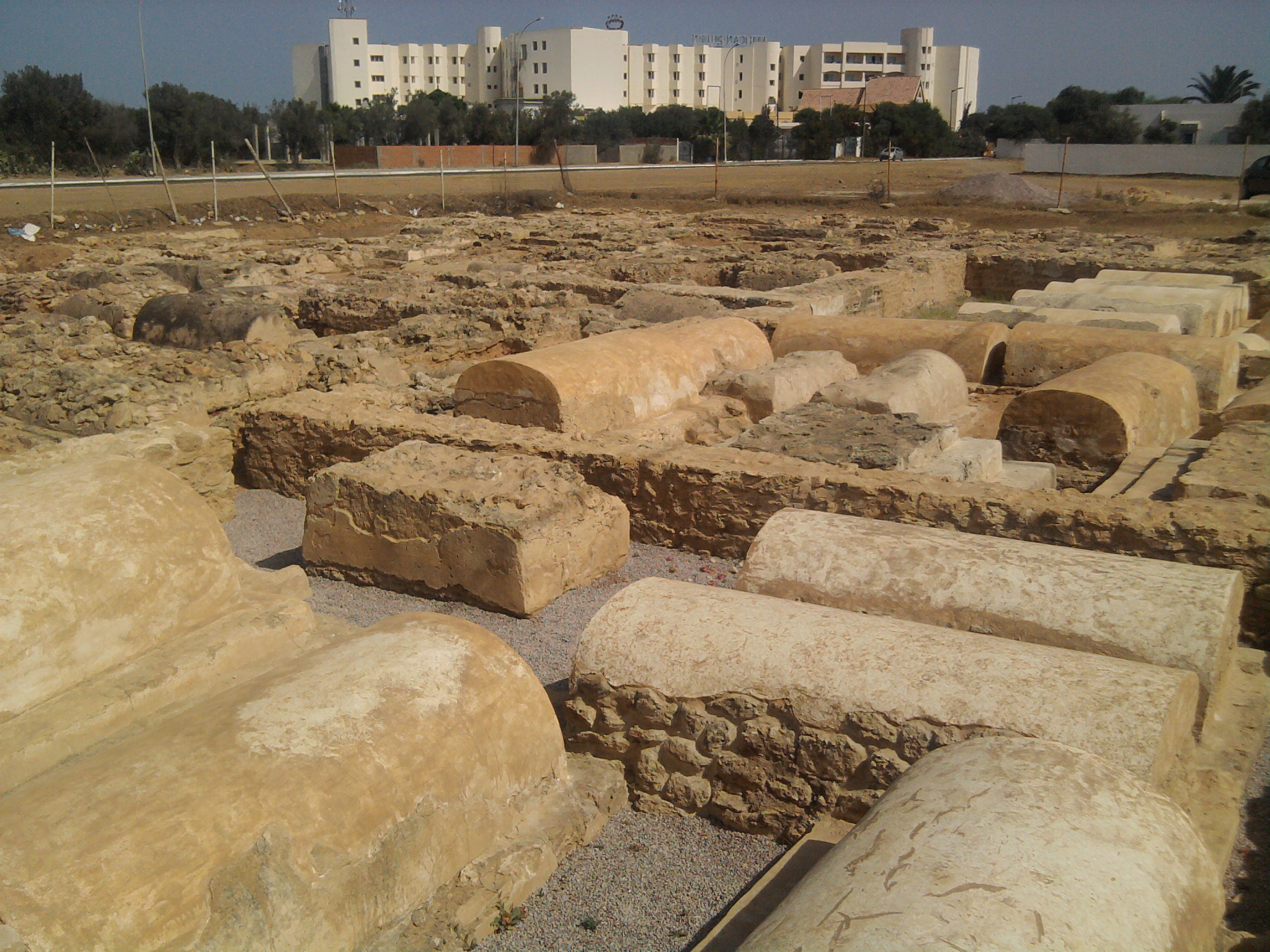
Archeologické vykopávky Pupput

Na předměstí dnešního Hammámetu stála v 1. století př. n. l. osada s názvem Pupput. Nyní je zde archeologická lokalita. Ve 2. století se stala součástí Římské říše. Historické prameny hovoří o místním divadle a amfiteátru, ze kterých se dodnes nic nedochovalo. Jsou zde zbytky akvaduktu, nádrže na vodu, zbytky budov s mozaikami a lázně, které daly blízkému Hammámetu název (arabsky hammam – lázně). Je zde také největší římské pohřebiště v Africe.
Ve 13. století zde byla založena pevnost a vystavěny hradby. Samotné město (medína) vzniklo nejspíše v 15. století. V roce 1601 město dobyli Španělé a nazvali ho La Mahometa. Další pokus o dobytí města proběhl 14. srpna 1605 a pro útočníky znamenal drtivou porážku, při které zahynuly stovky španělských a dalších vojáků. Po dobytí města v roce 1574 se stalo součástí Osmanské říše. V roce 1881 město bez velkého odporu obsadila francouzská armáda. Francouzi začali postupně budovat nové město mimo medínu, v roce 1884 postavili katolický kostel, 1899 zde vybudovali železnici, zavedli elektřinu, telefon a zřídili francouzskou školu.
Na přelomu 19. a 20. století začali Hammámet navštěvovat někteří evropští intelektuálové, jako Paul Klee, August Macke, Gustave Flaubert, Guy de Maupassant, André Gide nebo Oscar Wilde. Po té si místa začali všímat bohatí evropští turisté a v 60. letech 20. století se z místo začalo proměňovat v největší turistické letovisko v Tunisku. V roce 2004 bylo při archeologickém výzkumu na předměstí nalezeny pozůstatky římské osady Pupput.

## Popis města

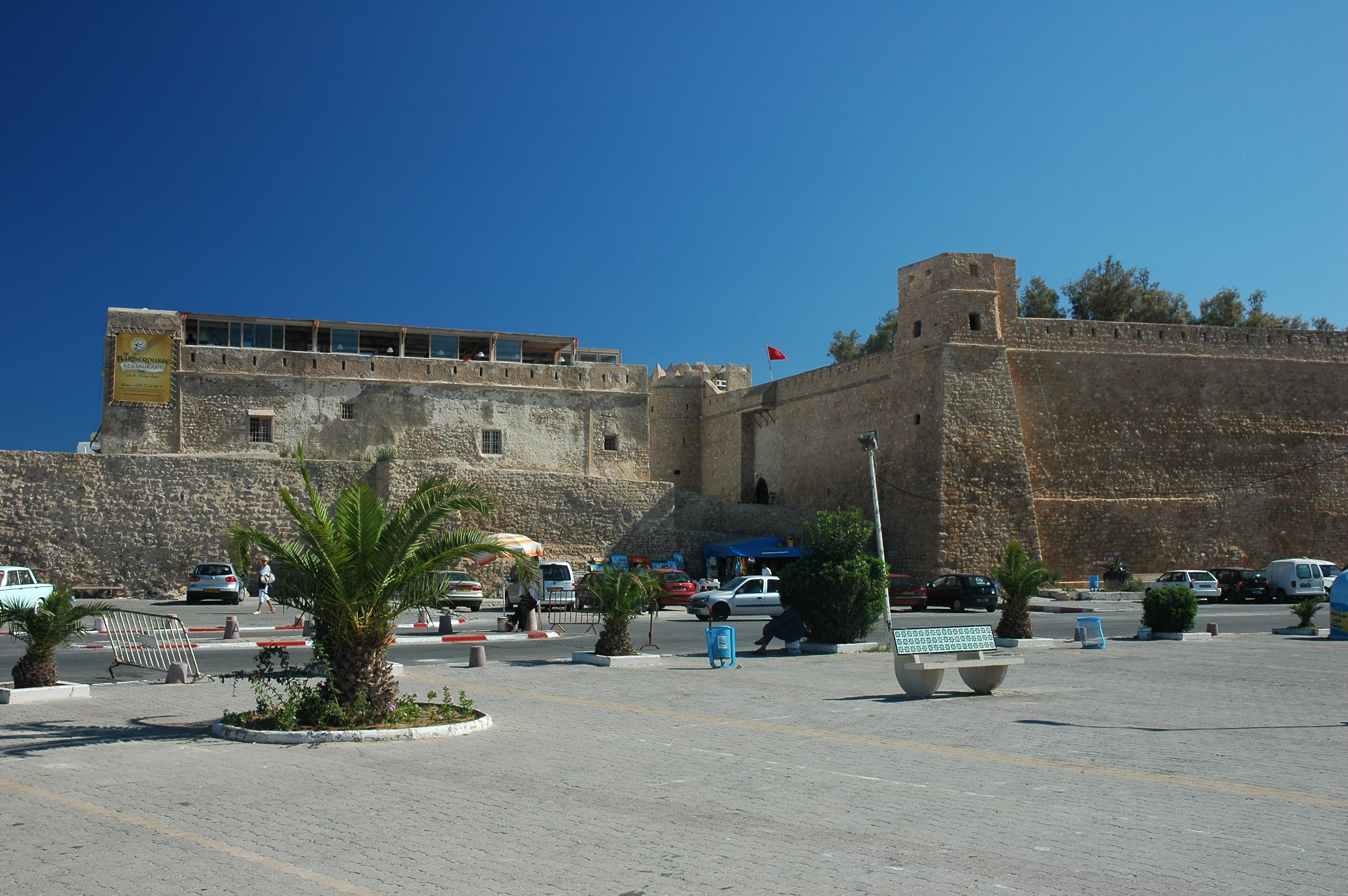
Hradby staré medíny

Staré město (medína) o rozloze asi 200×200 m je na malém poloostrově a dosud je celá obehnána hradbami. Pevnost (kasba) se nachází v jejím západní rohu. Uvnitř starého města je Velká mešita z 15. století. Mezi hlavní branou a pevností je mešita Sidi-Gailani z roku 1798. Ve městě je velký muslimský a také malý křesťanský hřbitov. Je zde pohřben i italský politik Bettino Craxi, který byl v letech 1983–1987 premiérem a po korupčních skandálech utekl v roce 1994 do Tuniska pod ochranu prezidenta Ben Alího.
Centrem nového města severně od medíny je Náměstí Mučedníků a s pomníkem ve tvaru Eiffelovy věže. Z náměstí vybíhají dvě hlavní ulice – Avenue Habib Bourguiba a Avenue de la République. Turistické zóny jsou dvě. Menší a starší je severně od města, jižně podél pobřeží se pak 20 km táhne letovisko Yasmine Hammamet. Severozápadně od města je několik kopců s výhledem na město, nejvyšší má téměř 250 m. Ve vile rumunského milionáře George Sebastiana, asi 3 km od centra města, je kulturní centrum, kde se od roku 1964 vždy v červenci a srpnu pořádá Mezinárodní Hammámetský festival hudby a umění (Festival international d'Hammamet). Hlavní část festivalu probíhá v amfiteátru pro 1000 lidí s výhledem na město a Hammámetský záliv. (George Sebastian se sem uchýlil v roce 1929 po krachu na newyorské burze. V Sebastianově vile si v roce 1943 zřídil své sídlo německý maršál Erwin Rommel. Roku 1962 Sebastian vilu prodal tuniskému státu.)